# Harold Robinson
Harold Ernest Robinson, född den 22 Maj 1932 i Syracuse, New York, död den 17 December 2020, var en framstående botaniker och entomolog.

## Biografi
Rodinson tog en kandidatexamen vid Ohio University 1955 och en magisterexamen vid University of Tennessee 1957 och disputerade vid Duke University 1960.
Efter en kort sejour 1960-62 som biträdande professor vid Wofford College (Spartanburg, South Carolina), blev han biträdande kurator för lägre växtarter vid Smithsonian Institution, Washington, D.C.. Senare utsågs han till biträdande kurator 1964-71 och slutligen intendent för botanik från 1971.
Robinson har specialiserat sig på korgblommiga växter (Asteraceae) och mossor. Han har namngivit eller beskrivet över 2 800 nya arter och underarter, vilket är mer än en tiondel av antalet arter i Asteraceae. Detta antal är också ungefär en fjärdedel av det antal blommande växter som beskrivs av Linné.
Robinson har gett ut över 650 publikationer, huvudsakligen om Asteraceae, bladmossor (Bryophyta), levermossor (Marchantiophyta) och familjen styltflugor (Dolichopodidae) (med beskrivning av över 200 nya arter och sex nya släkten, som Harmstonia och Nanomyina).

## Forskning
Tillsammans med kollegor har Robinson undersökt taxonomin hos flera mossor, grönalger (ett nytt släkte Struveopsis) och Klätterväxter i familjen Hippocrateaceae, numera en synonym till Klätterväxter i familjen benvedsväxter (Celastraceae). 
Robinsons stora intresse var korgblommiga växter (Asteraceae). I neotropiska stammen Eupatorieae (Asteraceae), har han tillsammans med kollegan Robert Merrill King namngivit minst en art i 27 av släktena. Han arbetade senare på omorganisationen av stammarna Senecioneae, Heliantheae, Liabeae och nyligen Vernonieae.
År 1970 betonade Robinson och King behovet av diagnostisk artanalys i artikeln The New synantherology (Taxon 19: 6-11). År 1986 kom han med konstruktiv kritik  om kladistik i artikeln A key to the common errors of cladistics. (Taxon 35: 309-311).
Släktet Robinsonecio (Asteraceae) är uppkallat efter honom.